# Antoine-Vincent Arnault
Antoine-Vincent Arnault (Paris, 22 de janeiro de 1766 – Goderville, 16 de setembro de 1834) foi um político, poeta, dramaturgo e fabulista francês, duas vezes eleito para a Academia Francesa.

## Biografia
Arnault nasceu em Paris. Sua primeira peça teatral, Marius à Minturne (1791), trouxe-lhe fama imediata. Um ano depois, produziu uma segunda tragédia republicana, também de sucesso, Lucrèce. Arnault deixou a França durante o Reino do Terror, e por ocasião de seu retorno, foi preso pelas autoridades revolucionárias. Foi libertado graças à intervenção, entre outros, do também dramaturgo e poeta Fabre d'Églantine. Em 1801, casou-se com Jeanne-Catherine (chamada Sophie) Guesnon Bonneuil, filha de Jean-Cyril Guesnon Bonneuil e de Michelle Sentuary, tornando-se cunhado de Michel Regnaud de Saint-Jean d'Angély e primo por casamento do Barão Jean de Batz.
Mesmo antes do Consulado Francês, Arnault já era amigo de Napoleão Bonaparte, que em 1797, o colocou a cargo da organização administrativa das Ilhas Jônicas, ocupadas pela França. Acompanhou Napoleão na expedição ao Egito, mas teve que interromper a sua viagem em Malta. Em 1799, Napoleão o nomeou membro do Instituto da França e deu-lhe um posto no Ministério do Interior onde ficou responsável pela quarta divisão: educação pública, belas artes e ciências. Por ter sido ministro da Educação durante o Governo dos Cem Dias, foi condenado ao exílio na segunda Restauração e afastado da Academia em 1816. Foi chamado de volta para a França em 1819 e em 1829, foi re-eleito para a Academia, onde se tornou secretário permanente em 1833.
Arnault recebeu o título de nobreza de Cavaleiro do Império em 19 de maio de 1809.
De suas tragédias, a mais popular entre seus contemporâneos está a Blanche et Montcassin, ou Les Vénitiens, representada pela primeira vez em 1798. Talma, também amigo de Napoleão, atuou como ator principal na maioria de suas peças. Em 1817, sua peça Germanicus gerou violentos confrontos entre monarquistas e bonapartistas. Villemain disse de seu teatro: "Autor trágico da escola de Ducis, Arnault em suas obras, mistura às antigas formas um novo nível de terror e às vezes de simplicidade". Arnault também é apreciado por suas Fables, dando-lhes um tom muitas vezes satírico. Foi autor de Vie politique et militaire de Napoléon e de canções e cantatas em homenagem ao Imperador. Suas Souvenirs d'un sexagénaire, publicadas em 1833, foram popularizadas por Charles Augustin Sainte-Beuve.
Foi seu filho primogênito Émilien Lucien Arnault.

## Leituras adicionais
- Raymond Trousson, Antoine Vincent Arnault (1766-1834). Un homme de lettres entre classicisme et romantisme, Honoré Champion, coll. Les Dix-huitièmes siècles, Paris, 2004
- Sainte-Beuve, Charles-Augustin (21 de março de 1853). «M. Arnault de l'Institut». In:  Garnier Frères. Causeries du lundi. 7. Paris: [s.n.] p. 394-411. Consultado em 10 de novembro de 2010